# Eduardo Mitre
Eduardo Mitre es un poeta, ensayista, crítico y traductor literario. Es miembro de número de la Academia Boliviana de la Lengua correspondiente de la Real Academia Española. 
Eduardo Mitre nació en Oruro, Bolivia, en 1943. Su familia se mudó a Cochabamba, donde Mitre realizó sus estudios de primaria y secundaria para después graduarse en Derecho en la Universidad de San Simón.
Llevó a cabo estudios de postgrado en Literatura en Francia y más tarde se doctora en Letras en la Universidad de Pittsburgh con la tesis "La imagen en Huidobro".
Ha sido profesor de literatura en la Columbia University de Nueva York, en el Dartmouth College de New Hampshire y en la St. Johns University de Queens, Nueva York.

## Obra poética
- Elegía a una muchacha, Ed. Universitaria de San Simón, Cochabamba, 1965.
- Morada, Monte Ávila, Caracas, 1975.
- Ferviente humo, Fundación Patiño, Cochabamba, 1976 (2ª ed., Hipótesis, La Paz, 1978// 3ª ed. Nuevo Milenio, Cochabamba, 1998).
- Mirabilia, Hipótesis, Colección Poesía, La Paz, 1979 (con comentario de Guillermo Sucre).
- Razón ardiente, Ed. Altiplano, La Paz, 1982.
- Desde tu cuerpo, Ed. Altiplano, La Paz, 1984.
- El peregrino y la ausencia. Antología poética, Madrid, 1988.
- La luz del regreso, Fundación Patiño, Cochabamba, 1990.
- Líneas de otoño, México, 1993.
- Carta a la inolvidable, Fundación Patiño, Cochabamba, 1996.
- Camino de cualquier parte, Visor, Madrid, 1998.
- El paraguas de Manhattan, Pre-Textos, Valencia, 2004.
- Vitrales de la memoria, Pre-Textos, Valencia, 2007.
- Al paso del instante, Pre-Textos, Valencia, 2009.
- Obra poética (1965-1998), Pre-Textos, Valencia, 2012.
- La última adolescencia, Pre-Textos, Valencia, 2016.
- A cántaros, Pre-Textos, Valencia, 2021.

Sus poemas han sido traducidos al francés por Ives Froment (Mirabilia, ed. bilingüe, Le Cormier, Bruselas, 1983) y por Frans de Haes (Chronique d'un retour, Le Cormier, Bruselas, 1997), al inglés, al italiano, al alemán y al portugués.

## Ensayos
- Huidobro, hambre de espacio y sed de cielo, Monte Ávila, Caracas, 1978.
- El árbol y la piedra (1988)
- De cuatro constelaciones, ensayos sobre Ricardo Jaimes Freyre, Gregorio Reynolds, Franz Tamayo y José Eduardo Guerra, Fundación BHN, La Paz, 1994 (2ª. edición, 2005)
- El aliento en las hojas (1998)
- Pasos y voces, 2010.
- Las puertas del regreso. Nostalgia y reconciliación en la poesía hispanoamericana, Plural, La Paz, 2017.
- Las páginas del árbol. Ensayos sobre poesía boliviana, Plural, La Paz, 2021.

## Traducciones
Mitre ha traducido al español poemas en francés de Adolfo Costa du Rels, editados por la Editorial Hipótesis de La Paz en 1988. También ha traducido poemas de catorce poetas belgas, en edición publicada por la editorial mexicana El Tucán de Virginia en 1998 bajo el título de Urnas y nupcias.